# Northwood (Metropolitano de Londres)
Northwood é uma estação no ramal de Watford da linha Metropolitan, na Zona 6 do Travelcard. A estação está localizada perto da Green Lane. A linha serve como única ligação contínua entre a cidade de Northwood e Londres, fundamental para uma região conhecida como Metro-Land.
A estação está localizada em um trecho de quatro trilhos da linha Metropolitan. As duas plataformas estão nas linhas locais. Não há plataformas nas linhas rápidas.

## História
A estação foi inaugurada em 1 de setembro de 1887 na extensão da Metropolitan Railway do terminal anterior em Pinner, a caminho de Rickmansworth. Northwood foi reconstruída na década de 1960 para que as plataformas ficassem nas linhas lentas de Watford em vez das linhas rápidas de Amersham. Nos planos originais do Crossrail, o Crossrail se conectaria a Aylesbury através das linhas rápidas de Harrow a Rickmansworth e Northwood seria um intercâmbio com duas plataformas extras construídas nas linhas rápidas. No entanto, os planos para isso foram abandonados no final da década de 1990.
Northwood costumava ser um terminal para muitos trens da Metropolitan, similar ao status de Harrow-on-the-Hill e Neasden, devido à colocação de dois desvios. Atualmente, quando há obras de engenharia ou atrasos perto de Northwood, os trens fazem a volta aí. O pátio de mercadorias foi demolido e o estacionamento da estação o substituiu. Os desvios também serviram para carregar os trens A60/A62 Stock e C69/C77 Stock em caminhões, onde foram para sucata.

## Serviços
Na direção norte, a estação é servida pelos trens para Watford (4tph), Amersham (2tph) e Chesham (2tph) (nos horários de pico, os trens 'rápidos' não param nas estações entre Harrow-on-the-Hill e Moor Park). Na direção sul, os serviços fora dos horários de pico geralmente operam a 4tph para Baker Street e 4tph para Aldgate.

## Conexões
As rotas 282, 331, H11 dos ônibus de Londres e a rota não-TFL 508 servem a estação.

## Galeria

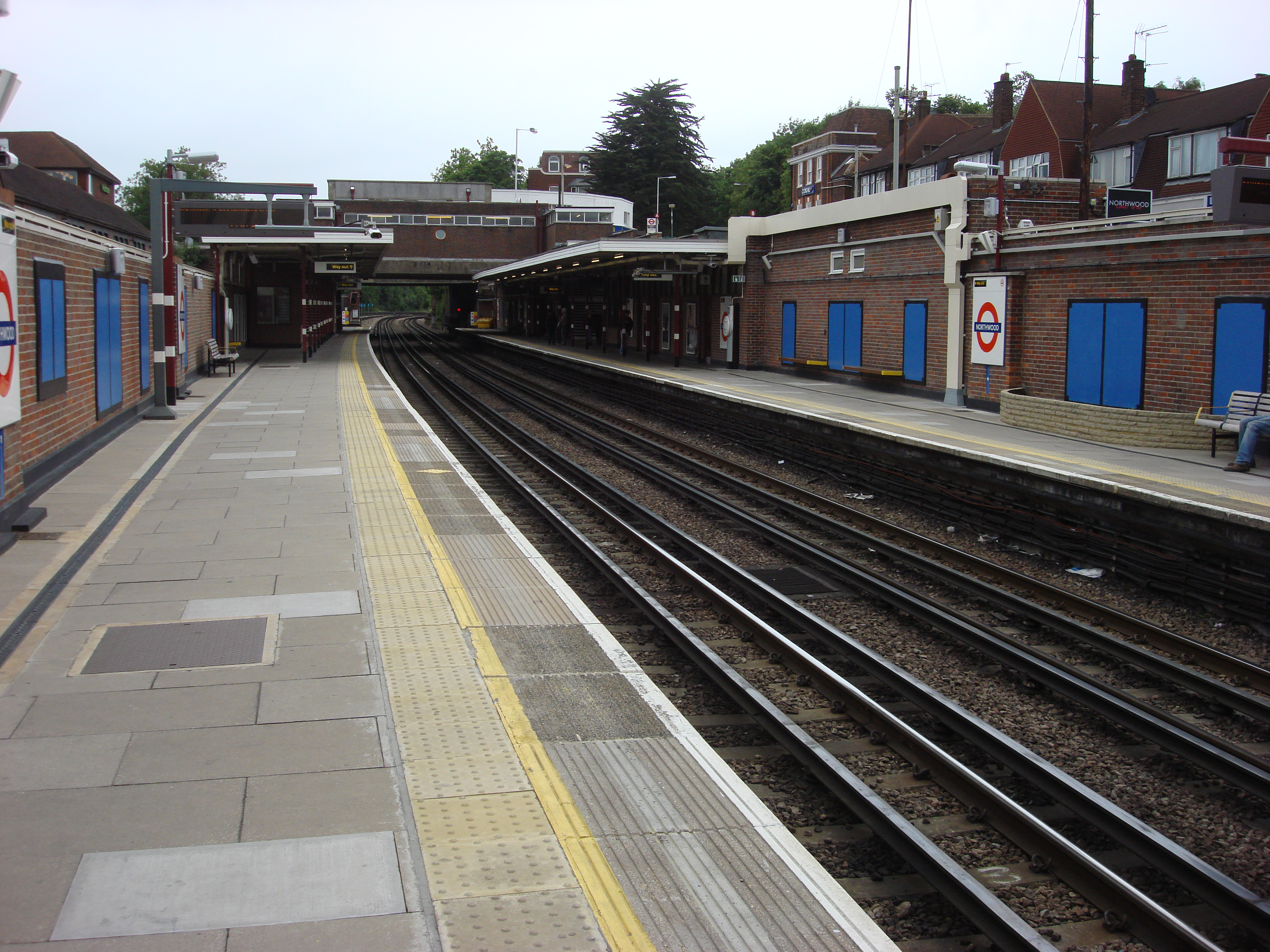
Plataforma norte voltada para o norte
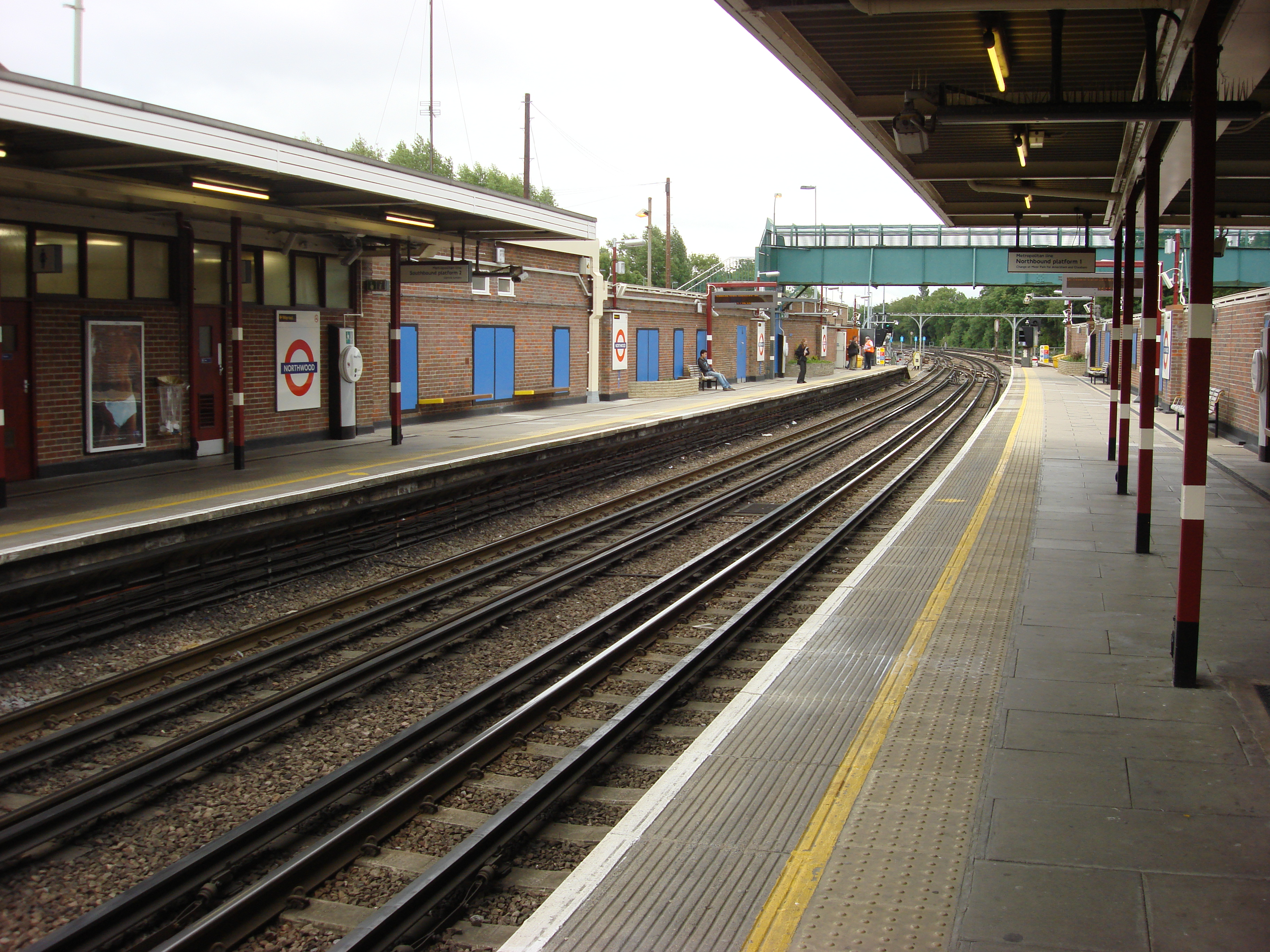
Plataforma norte voltada para o sul
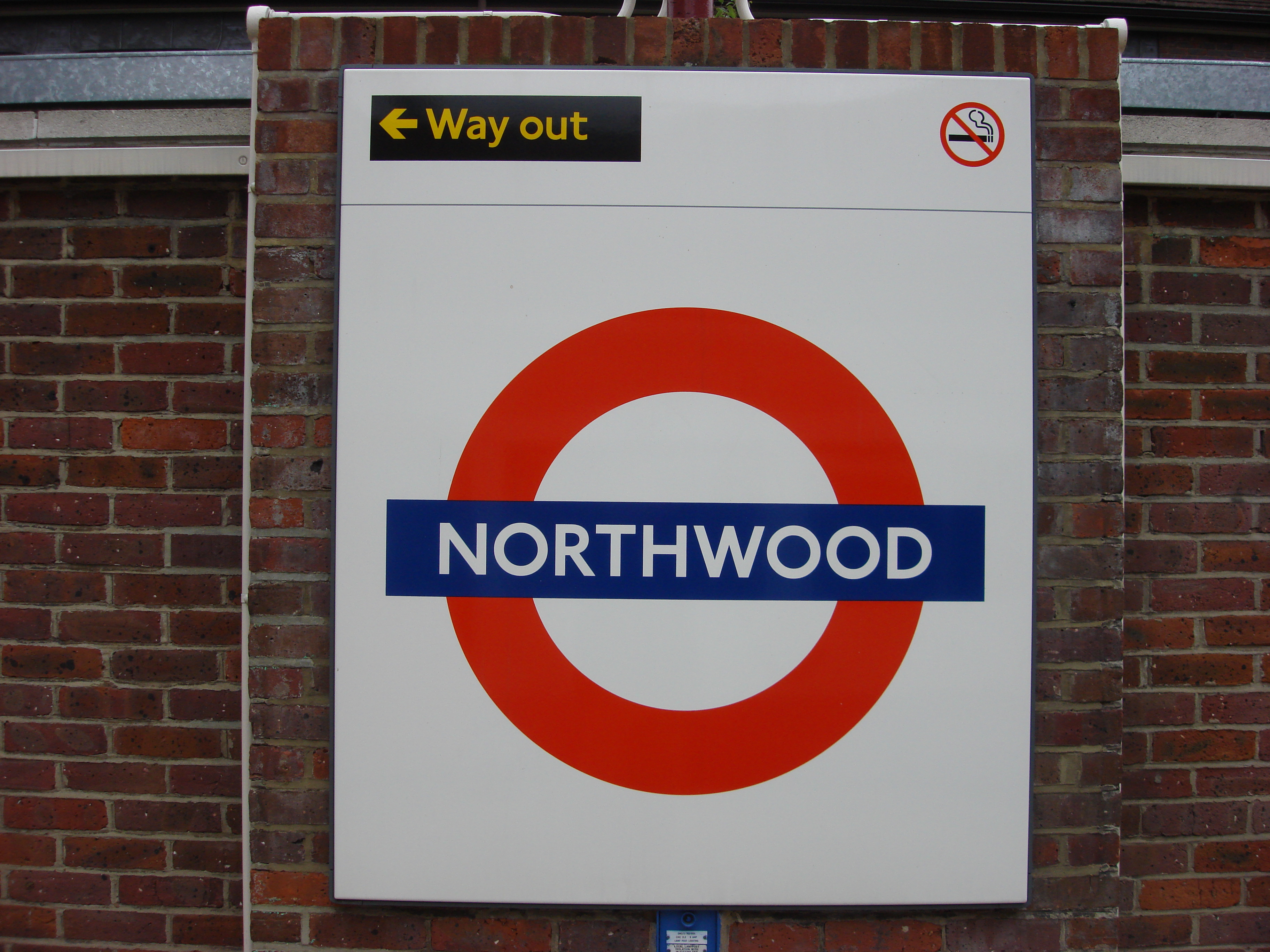
Rodada da plataforma da estação